# Simzon
Simzon var en svensk adlig ätt som adlades 21 februari 1717, introducerades 1719 och utslocknade 1720.